# Influencer (Album)
Influencer ist das fünfte Soloalbum der Hamburger Rapperin Haiyti. Es erschien am 4. Dezember 2020 zum Download und als Schallplatte über das Major-Label Warner.

## Produktion
An der Produktion des Albums waren insgesamt neun Musikproduzenten beteiligt, wobei Project X mit 13 der 19 Lieder einen Großteil produzierte. An der Musik zu fünf Songs wirkte Jush mit, während Lee an drei Titeln beteiligt war. Zudem wirkten Guido Mineo, die Bounce Brothas, Palazzo, Bulletproof, Jeffrey Boadi und Khaled El Hawi an je einer Produktion mit. Die letzteren beiden bilden zusammen die Bounce Brothas, wurden aber einzeln als Mitwirkende an wenn ich muss genannt.

## Covergestaltung
Das Albumcover zeigt Haiyti als Außerirdische, die über der Erde schwebt. Dabei ist ihr Skelett durch den Körper hindurch zu sehen. Im Hintergrund befinden sich ein dunkler Sternenhimmel und der sichelförmige Mond, während im oberen Teil des Bildes die Schriftzüge Haiyti und influencer in Weiß-Lila stehen.

## Gastbeiträge
Der einzige Gastauftritt des Albums stammt von dem Rapper Ego, der auf dem Song Hokus Pokus zu hören ist.

## Titelliste
| #  | Titel               | Gastmusiker | Produzenten                              | Länge |
| -- | ------------------- | ----------- | ---------------------------------------- | ----- |
| 1  | Comeback            |             | Project X                                | 2:50  |
| 2  | 100.000 Feinde      |             | Jush, Lee                                | 2:44  |
| 3  | Wenn ich muss       |             | Project X, Jeffrey Boadi, Khaled El Hawi | 2:01  |
| 4  | Klunker             |             | Jush                                     | 2:35  |
| 5  | Zu real             |             | Project X, Jush                          | 3:03  |
| 6  | Tak Tak             |             | Jush, Lee                                | 2:30  |
| 7  | One-off Modell      |             | Project X                                | 2:27  |
| 8  | Star und zurück     |             | Project X                                | 2:56  |
| 9  | Benzin              |             | Guido Mineo                              | 3:19  |
| 10 | Holt mich raus hier |             | Project X                                | 2:07  |
| 11 | Im Club             |             | Project X                                | 2:53  |
| 12 | Sweet               |             | Project X                                | 2:44  |
| 13 | Burr                |             | Bounce Brothas                           | 1:52  |
| 14 | Herzinfarkt         |             | Lee                                      | 2:20  |
| 15 | Hokus Pokus         | Ego         | Project X, Palazzo                       | 2:54  |
| 16 | Tokio               |             | Project X, Bulletproof                   | 3:13  |
| 17 | Ghostmane           |             | Project X                                | 2:33  |
| 18 | Kokaina             |             | Project X, Jush                          | 2:38  |
| 19 | Weltzeituhr         |             | Project X                                | 2:39  |

## Chartplatzierungen und Singles
Influencer verpasste die Top 100 der deutschen Albumcharts, erreichte aber am 11. Dezember 2020 in den deutschen Hip-Hop-Charts für eine Woche Rang elf.
Sechs Lieder des Albums wurden vorab als Singles zum Download ausgekoppelt. Am 18. September 2020 erschien der Song Sweet und zwei Wochen später folgte mit 100.000 Feinde die zweite Auskopplung. Die dritte Single Tak Tak wurde am 16. Oktober veröffentlicht, gefolgt von Comeback am 31. Oktober 2020. Drei bzw. eine Woche vor dem Album wurden noch die Lieder Burr und Zu real ausgekoppelt. Zu allen Singles wurden auch Musikvideos gedreht. Nach Albumveröffentlichung erschienen zudem Videos zu den Liedern Holt mich raus hier, Tokio und Benzin. Zusätzlich zum Video wurde Tokio am 18. Dezember 2020 als letzte Single veröffentlicht. Keiner der Songs konnte sich in den Charts platzieren.

## Rezeption
| Professionelle Bewertungen | Professionelle Bewertungen |
| -------------------------- | -------------------------- |
| Kritiken                   |                            |
| Quelle                     | Bewertung                  |
| laut.de                    | [ 4 ]                      |

Zoe van der Meulen von laut.de bewertete Influencer mit vier von möglichen fünf Punkten. Das Album biete sowohl „eingängige Hooks auf Trap-Knallern […] und Beats, die im Kopf bleiben,“ als „auch ruhigere Töne“. Haiyti mache „nicht nur einfach Musik, sie wandelt sich ständig,“ wobei sie „sich selbst trotzdem treu“ bleibe: „Einfach raushauen, worauf sie Lust hat, was Spaß macht. Auch, wenn es nicht immer perfekt ist, manchmal sogar strange.“